# مثبطات امتصاص الكوليسترول

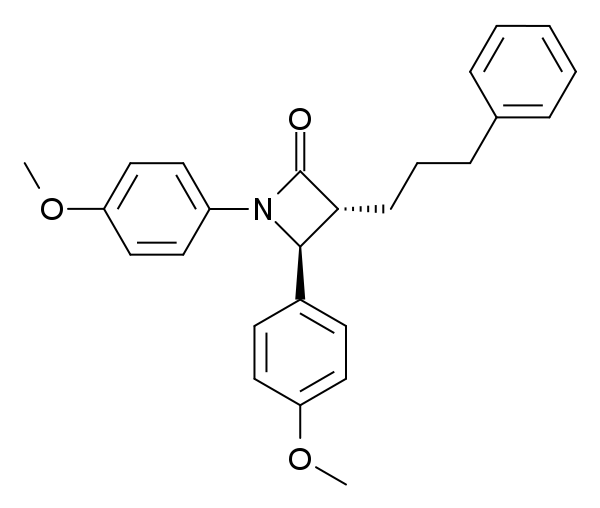
تركيب مثبط امتصاص الكوليسترول

مثبطات امتصاص الكوليسترول هي مجموعة من المركبات التي تمنع امتصاص الكوليسترول من الأمعاء الدقيقة إلى الدورة الدموية.

## أمثلة
1. إزيتمايب
2. SCH - 48461
3. فايتوستيرول

## طريقة عملها
هناك مصدران للكوليسترول في الأمعاء :
1. الغذاء (من الطعام)
2. من الصفراء

الكوليسترول الذي مصدره الغذاء يتواجد في شكل مستحلبات الدهون والتي تتحد مع أملاح الصفراء، لتشكيل مذيلات أملاح الصفراء وهو الكوليسترول قابل الامتصاص من قبل خلايا الأمعاء.
بعد امتصاص الكوليسترول من قبل خلايا الأمعاء سيتم تجميعه في الأمعاء على شكل تجمعات بروتين دهني كبيرة تسمى كايلومايكرونات. ثم تفرز هذه الكيلومايكرونات في الأوعية اللمفية، ثم تنقل إلى الكبد. ثم تفرز من الكبد إلى الدم على شكل جزيئات VLDL، والتي تعتبر مادة اولية لإنتاج LDL.
مثبطات امتصاص الكوليسترول تمنع امتصاص الكوليسترول المتجمع على شكل مذيلات، مما يقلل من ارتباط استرات الكوليسترول مع جزيئات الكايلومكرون. ومن خلال تقليل نسبة الكوليسترول في الكايلومايكرونات وبقايا الكايلومايكرونات، فإن مثبطات امتصاص الكوليسترول ستكون فعالى في الحد من كمية الكوليسترول التي تصل إلى الكبد.
تخفيض وصول الكوليسترول إلى الكبد سيزيد من نشاط مستقبلات LDL في الكبد وسيزيد بالتالي التخلص من LDL في الدم. النتيجة النهائية هي تخفيض في جزيئات LDL في الدم.

## أهميتها
السيطرة على امتصاص الكوليسترول هو أحد الإستراتيجيات الشائعة الجديدة البارزة في علاج ارتفاع الكوليسترول. ومن المعروف أن مثبطات امتصاص الكوليسترول أن يكون لها تأثير التآزر عند استخدامها سوية مع أحد أدوية تخفيض الكوليسترول من مجموعة الستاتين، لتحقيق المستوى المطلوب للكوليسترول في الدم. بالنسبة للمرضى الذين لا يمكنهم الاستفادة من الستاتين أو المتحسسن تجاهه فمثل هذا الاستخدام قد يكون فعالا لهم.
وبسبب مخاطر سمية جرعات الستاتين وأعراضها الجانبية، فقد ظهرت مثبطات امتصاص الكولسترول كمجموعة جديدة من أدوية تخفيض الكوليسترول.